# Solomon's Perjury (série télévisée)
Pour le film, voir Solomon's Perjury.
Solomon's Perjury (hangeul : 솔로몬의 위증 ; RR : Sollomon-ui Hwijung, littéralement « Le parjure de Salomon ») est une série télévisée sud-coréenne de douze épisodes diffusée entre le 16 décembre 2016 et le 28 janvier 2017 sur la chaîne JTBC. Il s’agit de l’adaptation du roman japonais de Miyuki Miyabe, déjà adapté en long métrage japonais sous le même titre (ソロモンの偽証) en deux parties et réalisé par Izuru Narushima en 2015.

## Synopsis
Un lycéen est retrouvé mort après être tombé du haut du toit d'une école réputée le soir de Noël. Alors que la police est sur le point de fermer l'enquête après avoir conclu qu'il s'agissait d'un suicide, un mystérieux témoin affirmant qu'il a en réalité été tué apparaît. Se sentant délaissés et trahis par les adultes autour d'eux qui ne pensent qu'à essayer de taire l'affaire et de trouver un responsable au plus vite, les camarades de classe de la victime décident de prendre les choses en main et de découvrir la vérité par eux-mêmes en organisant un procès au sein de l'école. Les élèves assument ainsi les rôles de juge, avocats, procureurs et jurés. Le procès finit par révéler au grand jour de terribles secrets entourant l'affaire de meurtre ainsi que l'hypocrisie des adultes impliqués dans ce combat pour la vérité. 

## Distribution

### Personnages principaux
- Kim Hyun-soo : Go Seo-yeon
- Jang Dong-yoon : Han Ji-hoon
- Seo Ji-hoon : Bae Joon-young
- Jo Jae-hyeon : Han Kyung-moon
- Seo Yeong-joo : Lee So-woo

### Personnages secondaires
Les élèves
- Baek Chul-min : Choi Woo-hyuk
- Shin Se-hwi : Lee Joo-ri
- Woo Ki-hoon : Kim Min-suk
- Seo Shin-ae : Park Cho-rong
- Kim So-hee : Kim Soo-hee
- Ahn Sol-bin : Lee Yoo-jin

Les adultes
- Ahn Nae-sang : l’inspecteur Go Sang-joong, le père de Go Seo-yeon
- Kim Yeo-jin : la mère de Go Seo-yeon
- Lee Kyung-shim : la mère de Bae Joon-young
- Choi Joon-yong : le père de Choi Woo-hyuk
- Shim Yi-young : l’inspecteur Oh
- Heo Jung-do : le journaliste Park
- Shin Eun-jung : le professeur Kim
- Ji Yi-soo : l’enseignante titulaire
- Oh Yoon-hong : le conseiller pédagogique
- Yoo Ha-bok : le directeur
- Ryu Tae-ho : le sous-directeur

## Production

### Fiche technique
- Titre original : 솔로몬의 위증
- Titre international et français : Solomon's Perjury
- Réalisation : Kang Il-soo
- Scénario : Kim Ho-soo, d’après le roman japonais de Miyuki Miyabe
- Production : Jang Ji-yeon et Kim Yeon-im
- Société de production : IWill Media
- Société de distribution : JTBC
- Pays d'origine :  Corée du Sud
- Langue originale : coréen
- Format : couleur
- Genre : thriller
- Nombre de saisons : 1
- Nombre d'épisodes : 12
- Durée : 60 minutes
- Dates de première diffusion :
  - Corée du Sud : 16 décembre 2016 sur JTBC
  - France : 2018 sur Netflix

## Audience
Les nombres en bleu représentent les taux les plus faibles et les nombres en rouge, les plus hautes cotes.
| Épisode # | Date de diffusion sud-coréenne | Part de marché d’audience | Part de marché d’audience |
| Épisode # | Date de diffusion sud-coréenne | Audience d’AGB Nielsen    | Audience de TNmS          |
| --------- | ------------------------------ | ------------------------- | ------------------------- |
| 1         | 16 décembre 2016               | 1,422 %                   | 1,5 %                     |
| 2         | 17 décembre 2016               | 1,106 %                   | 0,6 %                     |
| 3         | 23 décembre 2016               | 1,731 %                   | 1,3 %                     |
| 4         | 24 décembre 2016               | 0,970 %                   | 1,0 %                     |
| 5         | 6 janvier 2017                 | 1,614 %                   | 1,1 %                     |
| 6         | 7 janvier 2017                 | 0,836 %                   | 0,6 %                     |
| 7         | 13 janvier 2017                | 1,204 %                   | 1,2 %                     |
| 8         | 14 janvier 2017                | 1,268 %                   | 1,1 %                     |
| 9         | 20 janvier 2017                | 1,537 %                   | 1,3 %                     |
| 10        | 21 janvier 2017                | 0,730 %                   | 0,7 %                     |
| 11        | 27 janvier 2017                | 1,142 %                   | 1,3 %                     |
| 12        | 28 janvier 2017                | 0,722 %                   | 0,8 %                     |
| Moyenne   | Moyenne                        | 1,190 %                   | 1,0 %                     |